# Cintalapa (Ocosingo)
Cintalapa es una localidad del estado mexicano de Chiapas. Es parte del municipio de Ocosingo.

## Toponimia
El nombre «Cintalapa» proviene del náhuatl. Su significado es «agua en el subsuelo».

## Demografía
| Gráfica de evolución demográfica |
|                                  |

| Censo | Población |
| ----- | --------- |
| 1990  | 873       |
| 2000  | 1 182     |
| 2010  | 1 571     |
| 2020  | 1 841     |